# Dsquared2
迪恩和丹·卡滕（英语：Dean and Dan Caten, 原名卡滕纳奇 Catenacci；生于1964年12月19日）是加拿大时尚设计师、电台主持人和商人。他们是一对同卵双胞胎兄弟，也是意大利奢侈时尚品牌Dsquared²的创始人和所有者，该品牌总部位于米兰。

## 早年生活
迪恩和丹·卡滕于1964年出生在多伦多的Willowdale。他们有七个年长的兄弟姐妹。他们的父亲来自意大利拉齐奥大区Ciociaria的一个小镇Casalvieri。 他们的母亲来自英格兰。1983年，他们搬到纽约，在帕森斯设计学院学习时尚，但仅学习了一个学期便返回多伦多。
1986年，他们找到了一位资助者，推出了他们的第一个女装系列DEanDAN。到1988年，他们加入了Ports International（现为Ports 1961），担任创意总监。同时，卡滕兄弟还为他们低端休闲品牌Tabi International设计。1991年，兄弟俩搬到意大利米兰，在Gianni Versace的设计工作室和牛仔品牌Diesel工作，后者资助并推出了他们的同名品牌。他们于1994年推出了男装系列，2003年推出了女装系列和男式内衣系列。

## 职业生涯

### Dsquared²
Dsquared²是一个意大利品牌，于1995年推出。
2000-01年，麦当娜委托兄弟俩为她的Drowned World Tour 2001和“Don't Tell Me”音乐视频设计了150多件服装。
2005年的一场时装秀以Christina Aguilera脱掉男模的衣服结束。 2007年9月，Dsquared²在米兰的时装秀上，Rihanna驾驶一辆美国肌肉车登场，随后走秀。 2010年1月，Dsquared²在米兰的2010秋冬男装秀上，Bill Kaulitz从天花板上的笼式电梯中降落，模仿《Rocky Horror Picture Show》。 Bill Kaulitz为Dsquared² 2010秋冬男装秀开场和闭幕。
2007年6月，Dsquared²在米兰时尚区开设了第一家旗舰店。随后在圣莫里茨、雅典、米科诺斯、卡普里、伊斯坦布尔、基辅、戛纳、新加坡、巴黎、尼科西亚和香港也开设了店铺。2015年3月，Dsquared²在伦敦开设了第一家旗舰店。这是他们大型店铺重新设计计划的第一阶段，该计划将于2015年底扩展到美国。 最近的Dsquared²店铺开张包括迈阿密、多哈、洛杉矶、纽约、巴库、罗马、伊斯坦布尔、布拉格和马德里。
2013年，Dsquared²品牌的营业额约为2亿欧元。 该品牌的大部分收入来自授权协议。
兄弟俩通过精心策划的时装秀展示他们的男女装、鞋履、香水和化妆品。 该品牌的标语是“生于加拿大，生活在伦敦，制造于意大利”。
他们的设计曾由布兰妮·斯皮尔斯（2009年世界巡演The Circus Starring Britney Spears和Tokio Hotel的Welcome to Humanoid City巡演）、麦当娜、Tokio Hotel的主唱Bill Kaulitz、贾斯汀·汀布莱克、肯德里克·拉马尔、瑞奇·马丁、尼古拉斯·凯奇、兰尼·克拉维茨、菲姬在音乐视频“Clumsy”中穿着以及黑眼豆豆的“I Gotta Feeling”。

### 电视/广播
卡滕兄弟主持了他们自己的广播节目《迪恩和丹的空中秀：立体声风格》。该节目在Sirius XM卫星广播的BPM频道播出，内容包括各种音乐（包括部分Dsquared²时装秀的原声）、名人访谈、时尚和政治讨论。

### 其他项目
双胞胎还参与了一些其他项目；他们曾出现在《全美超模大赛》中，并共同主持了他们自己的节目《Launch My Line》。
2006年，兄弟俩被选中为足球俱乐部尤文图斯设计新官方制服。2008年3月，卡滕兄弟与意大利眼镜制造商Marcolin签署了设计太阳镜的协议。 2021年5月11日，他们与Safilo Group S.p.A.签署了协议。

## 市场营销
克里斯·布朗在他2017年的歌曲“To My Bed”的音乐视频中穿了一件Dsquared²连帽衫。

## 争议
兄弟俩参加了2013年米兰时尚界的“Disco Africa”万圣节派对，穿着种族不敏感的服装。他们的上半身装扮成白人变装皇后，戴着超大金色假发，身体涂成棕色，并穿着“部落”服装。
在2015年米兰时装周上推出“DSquaw”系列后，批评者对时尚工作室使用“Squaw”一词表示愤怒，该词作为对北美土著女性的贬义词具有强烈的种族主义含义。批评者还指出，该系列中挪用了因纽特人和加拿大土著的装饰和服饰，称其为“文化误用”。 随后，所有“DSquaw”的提及均从Dsquared²的官方媒体和营销渠道中删除。

## 奖项与荣誉
- 2003年 - GQ年度男士突破设计奖
- 2006年 - 金针奖
- 2009年 - 在多伦多的加拿大星光大道上获得一颗星。[18]
- 2017年 - 被授予Casalvieri的荣誉市民称号，并获得首届LeColuche奖。[19]